# Sciurus pyrrhinus
Sciurus pyrrhinus is een zoogdier uit de familie van de eekhoorns. Deze grote, boombewonende soort heeft een roestbruine rug en een oranje staart. De soort komt voor in Peru op de oostelijke hellingen van de Andes tussen 600 en 1.500 m boven zeeniveau, in regenwoud en bergachtige boshabitats.

## Beschrijving
Sciurus pyrrhinus is een grote boomeekhoorn met een kop-romplengte van 24–25½ cm, de staart is 20½–25½ cm, de achtervoet ongeveer 6 cm, de oren ruim 2 cm lang, terwijl de grootste lengte van de schedel ongeveer 5,2 cm bedraagt. De poten, rug, oren en kruin van de kop zijn bijna altijd roestkleurig, meestal het donkerst op de kop en vaak gevlekt wit, maar kleurafwijkingen als albinisme en melanisme komen voor. De roestbruine rug is gemêleerd met zwarte haren, maar die verdwijnen aan de flanken richting de buik en de ledematen. De zijkanten van de snuit en de onderkant van de kaak zijn lichter dan de rest van de kop en de oren zijn zwart omrand. De basis van de staart is kastanjebruin gemêleerd met zwart. De langere haren op de achterste helft tot twee derde van de staart eindigen in feloranje punten, waardoor dit deel van de staart een oranje tint krijgt. Deze haren hebben 3 zwartachtige ringen, de eerste aan de basis van elk haar. De staart eindigt in een concentratie van deze felgekleurde haren, waardoor de staart een oranje tot roestbruine punt heeft. De buik kan aanzienlijk variëren in kleur, soms scherp afgebakend van de rest van het lichaam; kleurvarianten omvatten uniform roodbruin, uniform wit en oranje met witte vlekken aan de zijkanten. De uniform zwarte snorharen zijn 12-13 mm lang.

### Verschillen met andere eekhoorns
Sciurus pyrrhinus kan worden onderscheiden van andere eekhoornsoorten die in hetzelfde gebied leven door lichaamsgrootte en vachtkleur. De amazonedwergeekhoorn is 50% kleiner, terwijl Sciurus ignitus en Sciurus sanborni 20-30% kleiner zijn. Ook is de rug bij deze drie soorten voornamelijk bruin, niet roodbruin. De peruaanse witnekeekhoorn en Sciurus spadiceus zijn 10-20% groter en hun staarten zijn langer zijn dan de kop-romplengte. Ook zijn deze twee soorten intenser rood op de rug zodat deze sterk met de grijs met zwarte kruin contrasteert. S. pyrrhinus heeft dezelfde kastanjebruine kleur op kop en rug, hoewel de kop donkerder is, en de staart is korter dan de kop-romplengte en naar de punt toe oranje.

## Taxonomie
Deze soort eekhoorn is voor het eerst wetenschappelijk beschreven door de Zwitserse natuuronderzoeker, ontdekkingsreiziger, etnograaf en diplomaat Johann Jakob von Tschudi in 1844, en hij noemde deze Sciurus variabilis Von Tschudi, 1844. Het beschreven exemplaar was afkomstig uit de bossen van Peru aan de oostzijde van de waterscheiding, maar Von Tschudi meende ten onrechte dat het ging om een exemplaar behorend tot de Noord-Colombiaanse populatie van een andere soort die in 1832 was beschreven door Étienne Geoffroy Saint-Hilaire als Sciurus variabilis Geoffroy Saint-Hilaire, 1832.  Tegenwoordig wordt deze laatste beschouwd als een ondersoort van roodstaartboomeekhoorn, Sciurus granatensis ssp. granatensis, die in 1811 door Alexander von Humboldt was beschreven en voorkomt van de westelijke Andes van Colombia tot aan het westen van Venezuela, en in de laaglanden rond het Meer van Maracaibo. De Engelse zoöloog Michael Rogers Oldfield Thomas realiseerde zich dat Von Tschudi zich had vergist en gaf de soort daarom in 1898 de huidige naam Sciurus pyrrhinus. In 1915 meende Joel Asaph Allen dat deze eekhoorn met diens directe verwanten beter in een eigen geslacht kan worden geplaatst en maakte zo de nieuwe combinatie Mesosciurus pyrrhinus. De soort wordt gerekend tot de orde van de Knaagdieren, onderorde Sciuromorpha, familie Eekhoorns, onderfamilie Sciurinae, stam Sciurini, geslacht Boomeekhoorns, ondergeslacht Hadrosciurus. Er worden geen ondersoorten erkend.

### naamgeving
Sciurus is het Latijnse woord voor eekhoorn, dat op zijn beurt is afgeleid van het Griekse σκιά (skiá), dat schaduw betekent, en οὐρᾱ́  (ourā́), staart. Oldfield Thomas heeft geen uitleg gegeven waarom hij voor de soortnaam pyrrhinus heeft gekozen, maar deze is waarschijnlijk afgeleid van het Oudgriekse woord πῠρρός (pŭrrhós), dat vlamkleurig betekent en mogelijk verwijst naar de koperen tint van de rug van het dier. Namen die lokaal worden gebruikt voor deze soort zijn ardilla, ardilla rojiza, ardilla rojy en ardilla colorada. In het Engels wordt de soort Junin Red Squirrel genoemd.

## Ecologie
Sciurus pyrrhinus is een boombewoner die voorkomt in laagland regenwouden en bergbossen, die vaak rond familieboerderijen wordt gezien, en in lage dichtheid voorkomt rond palmmoerassen en andere permanent natte plekken. Het is de meest waargenomen zoogdiersoort bij een kleilik (colpa) in terra firma-bos. Zogende vrouwtjes zijn gezien in januari. De soort komt in grotere dichtheden voor waar de houtkap is gestopt in vergelijking tot waar nog gekapt wordt. Desondanks lijkt de soort veel toleranter te zijn voor menselijke verstoring dan Sciurus ignitus. In laaglandregenwoud komt deze soort voor in hetzelfde gebied als Sciurus spadiceus, S. ignitus, witlippekari, halsbandpekari, grijs spieshert, rood spieshert, Midden-Amerikaanse agoeti, negenbandgordeldier, poema, rode neusbeer, tayra, rode brulaap, slingerapen, monnikssaki, bruine kapucijnaap, witvoorhoofdkapucijnaap, Plecturocebus brunneus, nachtaapjes, doodshoofdaapjes en bruinrugtamarin. Plaatsen waar S. pyrrhinus klei eet, worden ook bezocht door S. spadiceus, paca, rode acouchy, pekari's, spiesherten en rode brulapen.

## Gedrag
Sciurus pyrrhinus bouwt bolvormige nesten van bladeren en twijgen in lianen en bomen. Soms nestelen ze in boomholtes om zichzelf te beschermen tegen roofdieren en om nakomelingen groot te brengen. De dieren zijn overdag actief, foerageren soms in kleine groepjes en spelen met soortgenoten. Klei en grond worden gegeten, gedrag dat soms wordt verklaard als methode om mineralen aan te vullen die onvoldoende uit het voedsel kunnen worden opgenomen.

## Voorkomen
Sciurus pyrrhinus is mogelijk endemisch in Peru, waar hij wordt aangetroffen op de oostelijke hellingen van de Andes in centraal Peru in Huánuco, Pasco, Junín, Huancavelica, Ayacucho, Cuzco, Ucayali, misschien tot San Martín, en in bergachtige uitlopers en tropische bossen in het laagland van Madre de Dios, tussen ongeveer 300 en 1.500 m boven zeeniveau. Het verspreidingsgebied is echter niet goed bekend en de soort is mogelijk waargenomen in Federico Roman, Bolivia en nabij Zamora, Ecuador.